# Chanac
Chanac este o comună în departamentul Lozère din sudul Franței. În 2009 avea o populație de 1.376 de locuitori.

## Evoluția populației
| An        | 1975 | 1982  | 1990  | 1999  | 2006  | 2009  |
| --------- | ---- | ----- | ----- | ----- | ----- | ----- |
| Populație | 988  | 1.019 | 1.035 | 1.153 | 1.330 | 1.376 |